# La Noche Más Larga World Tour
La Noche más Larga World Tour es una gira de promoción del sexto álbum de la mallorquina Concha Buika, el primero que publica con material nuevo desde que lanzar el recopilatorio En mi piel en 2011. Desde entonces, han ocurrido muchas cosas en la vida de la artista. Los temas que grabó para La piel que habito de Almodóvar terminaron de catapultarla internacionalmente y las giras se hicieron más largas y también más exitosas. "No he parado de crecer desde entonces", dice ella, dejando claro que no hay una Buika transformada por el éxito, porque "todo lo que he cantado lo he cantado con el mismo corazón".
La noche más larga contiene doce canciones. Buika firma cinco de ellas, entre las que se incluyen dos composiciones que ya grabó para En mi piel, y que reaparecen ahora en versiones radicalmente distintas, empapadas de la fuerza de una artista que desafía las dictaduras de los estilos. Así, Cómo era (primer sencillo) y Sueño con ella se convierten en parte de esa travesía que surca las aguas del jazz, el flamenco, las músicas africana y cubana, rumbo a un estilo propio, "muy Buika", con compañeros de viaje como Pat Metheny, que la acompaña en No lo sé. 
La noche más larga cuenta además con siete versiones que también definen su universo sonoro. Temas de Roque Narvaja, Fito Páez, Billie Holiday, Abbey Lincoln, Dino Ramos, Lecuona y Brel que la mallorquina se lleva a su territorio de pasión. En compañía de "sus dos pilares, sus niños, dos grandes eminencias" que son Ivan "Melón" Lewis (piano, teclados, percusión, arreglos y dirección musical) y Ramón Porrina (percusión, coros, arreglos), Buika ha producido este álbum junto a Eli Wolf (ganador de un Grammy Aword 2013), registrado entre los BB&B Studios de Miami y en los Sear Sound Studios de Nueva York.
Así es La noche más larga, una obra que su autora describe como un bonito adiós y un maravilloso saludo de bienvenida. "Yo soy de caminos, no de metas. Empezaba a tener sensación de querer llegar a una meta y no. A mí me gusta el riesgo".

## Créditos
- Voz principal, Líder	Concha Buika
- Piano, Teclados, Percusión, Arreglos, Dirección musical:	Iván Melón Lewis
- Percusión, Coros, Arreglos:	Ramón Porrina
- Bajo:	John Benítez
- Bajo eléctrico:	Alaín Pérez
- Guitarras flamencas:	Juan José Suárez "El Paquete", Carlos de Motril
- Percusión:	Pedrito Martínez, Israel Suárez "El Piraña"
- Trompeta:	Carlos Sarduy
- Batería:	Dafnis Prieto
- Coros: Pedrito Martínez, Genara Cortés, Alicia Morales, Saray Muñoz
- Productores ejecutivos:	Concha Buika, Iván Melón Lewis, Ramón Perrina
- Invitado especial (guitarra en No lo sé):	Pat Metheny

## Repertorio

### Lista de canciones del disco
1. 01. Sueño con ella (versión 2013)
2. 02. Siboney
3. 03. No me quitte pas
4. 04. Yo vengo a ofrecer mi corazón
5. 05. La nave del olvido
6. 06. La noche más larga
7. 07. Don't Explain
8. 08. No lo sé (Feat. Pat Metheny)
9. 09. Santa Lucía
10. 10. Los solos
11. 11. Como era (versión 2013)
12. 12. Throw it away
13. 13. In Her family (Bonus track only ITUNES)

## Fechas de la Gira
| Norteamérica             |                        |                      |                                                    |
| 23 de enero de 2013      | Richmond               | Estados Unidos       | Alice Jepson Theatre                               |
| 25 de enero de 2013      | Toronto                | Canadá               | Koerner Hall                                       |
| Asia                     |                        |                      |                                                    |
| 11 de marzo de 2013      | Singapur               | Singapur             | Esplanade Recital Studio                           |
| Europa                   |                        |                      |                                                    |
| 16 de marzo de 2013      | Belgrado               | Serbia               | Sava Centar                                        |
| 12 de abril de 2013      | Wolfsburgo             | Alemania             | Autostadt                                          |
| 14 de abril de 2013      | Dortmund               | Alemania             | Saal, Hansastr                                     |
| 15 de abril de 2013      | Luxemburgo             | Luxemburgo           | den Atelier                                        |
| 16 de abril de 2013      | París                  | Francia              | Magic Mirrors                                      |
| 18 de abril de 2013      | Londres                | Reino Unido          | Union Chapel                                       |
| 20 de abril de 2013      | Basel                  | Suiza                | Stadtcasino Basel                                  |
| 25 de abril de 2013      | Aubervilliers          | Francia              | Espace Fraternité                                  |
| 27 de abril de 2013      | Estocolmo              | Suecia               | Nalen Stora Salen Stå                              |
| 29 de abril de 2013      | Helsinki               | Finlandia            | Savoy-teatteri                                     |
| 6 de mayo de 2013        | París                  | Francia              | Chatelet Theatre                                   |
| 24 de mayo de 2013       | Estambul               | Turquía              | İş Sanat                                           |
| 25 de mayo de 2013       | Ankara                 | Turquía              | M.E.B Şura Salonu                                  |
| 26 de mayo de 2013       | Esmirna                | Turquía              | İzmir Arena                                        |
| Norteamérica             |                        |                      |                                                    |
| 12 de junio de 2013      | Washington D. C.       | Estados Unidos       | DC Jazz Festival / The Howard Theatre              |
| 13 de junio de 2013      | Nueva York             | Estados Unidos       | Town Hall Theatre                                  |
| 15 de junio de 2013      | Chicago                | Estados Unidos       | Old Town School of Folk Music                      |
| Europa                   |                        | Estados Unidos       |                                                    |
| 29 de junio de 2013      | Toulouse               | Francia              | Toulouse l'Espagnole - Eté                         |
| 5 de julio de 2013       | Madeira                | Portugal             | Parque de Santa Catarina                           |
| 7 de julio de 2013       | Oporto                 | Portugal             | Cada da Musica                                     |
| 10 de julio de 2013      | Vienne                 | Francia              | The Roman Theater                                  |
| 17 de julio de 2013      | Ámsterdam              | Países Bajos         | Muziekgebouw aan 't IJ                             |
| 19 de julio de 2013      | Marsella               | Francia              | Paris Longchamp                                    |
| 21 de julio de 2013      | Barcelona              | España               | Teatre Grec                                        |
| 23 de julio de 2013      | Cartagena              | España               | Auditorio Parque Torres                            |
| 24 de julio de 2013      | Madrid                 | España               | Teatro Circo Price                                 |
| 27 de julio de 2013      | San Sebastián          | España               | Plaza de la Trinidad                               |
| 16 de agosto de 2013     | Gotemburgo             | Suecia               | Göteborgs Kulturkalas                              |
| 17 de agosto de 2013     | Malmö                  | Suecia               | Stora Scenen                                       |
| Norteamérica             |                        |                      |                                                    |
| 26 de septiembre de 2013 | México D.F.            | México               | El Plaza Condesa                                   |
| Europa                   |                        |                      |                                                    |
| 14 de octubre de 2013    | Londres                | Reino Unido          | Barbican Centre                                    |
| 18 de octubre de 2013    | Bruselas               | Bélgica              | Festival de Voix Femmes                            |
| 20 de octubre de 2013    | Rødovre                | Dinamarca            | Kulturhuset Viften                                 |
| 2 de nov. de 2013        | Zúrich                 | Suiza                | Jazznojazz 2013                                    |
| 4 de nov. de 2013        | París                  | Francia              | Le Trianon                                         |
| 5 de nov. de 2013        | París                  | Francia              | Le Trianon                                         |
| 7 de nov. de 2013        | Bucarest               | Rumanía              | National Opera Hall                                |
| 8 de nov. de 2013        | Viena                  | Austria              | Kulturhuset Viften                                 |
| América del Sur          |                        |                      |                                                    |
| 17 de nov. de 2013       | Río de Janeiro         | Brasil               | Back2Black Festival                                |
| 19 de nov. de 2013       | São Paulo              | Brasil               | Tom Jazz Club                                      |
| 20 de nov. de 2013       | São Paulo              | Brasil               | Tom Jazz Club                                      |
| Antillas                 |                        |                      |                                                    |
| 24 de nov. de 2013       | San Juan               | Puerto Rico          | Centro de Bellas Artes Luis A. Ferré               |
| 29 de nov. de 2013       | Santo Domingo          | República Dominicana | Teatro Nacional Eduardo Brito                      |
| Norteamérica             |                        |                      |                                                    |
| 1 de diciembre de 2013   | Miami                  | Estados Unidos       | Arsht Center Knight Concert Hall                   |
| 3 de diciembre de 2013   | Phoenix                | Estados Unidos       | Musical Instrument Museum                          |
| 6 de diciembre de 2013   | Vancouver              | Canadá               | Chan Centre for the Performing Arts                |
| 8 de diciembre de 2013   | Seattle                | Estados Unidos       | The Triple Door                                    |
| 12 de diciembre de 2013  | San Francisco          | Estados Unidos       | SFJAZZ / Miner Auditorium                          |
| 13 de diciembre de 2013  | San Francisco          | Estados Unidos       | SFJAZZ / Miner Auditorium                          |
| 14 de diciembre de 2013  | San Francisco          | Estados Unidos       | SFJAZZ / Miner Auditorium                          |
| 15 de diciembre de 2013  | San Francisco          | Estados Unidos       | SFJAZZ / Miner Auditorium                          |
| 17 de diciembre de 2013  | Los Ángeles            | Estados Unidos       | Club Nokia                                         |
| Europa                   |                        |                      |                                                    |
| 21 de enero de 2014      | Glasgow                | Reino Unido          | Glasgow Royal Concert Hall                         |
| Norteamérica             |                        |                      |                                                    |
| 27 de enero de 2014      | Mérida                 | México               | Mérida Fest 2014                                   |
| Europa                   |                        |                      |                                                    |
| 1 de febrero de 2014     | Estambul               | Turquía              | CRR Konser Salonu                                  |
| Oceanía                  |                        |                      |                                                    |
| 5 de marzo de 2014       | Sídney                 | Australia            | City Recital Hall Angel Place                      |
| 7 de marzo de 2014       | Adelaida               | Australia            | WOMAD                                              |
| 8 de marzo de 2014       | Adelaida               | Australia            | WOMAD                                              |
| Asia                     |                        |                      |                                                    |
| 11 de marzo de 2014      | Singapur               | Singapur             | Mosaic Studio                                      |
| 12 de marzo de 2014      | Singapur               | Singapur             | Mosaic Studio                                      |
| Oceanía                  |                        |                      |                                                    |
| 15 de marzo de 2014      | Nueva Plymouth         | Nueva Zelanda        | Womad NZ, Todd Energy Brooklands Stag              |
| 16 de marzo de 2014      | Nueva Plymouth         | Nueva Zelanda        | Womad NZ, Todd Energy Brooklands Stag              |
| Norteamérica             |                        |                      |                                                    |
| 6 de abril de 2014       | North Bethesda         | Estados Unidos       | Music Center at Strathmore                         |
| 9 de abril de 2014       | Nueva York             | Estados Unidos       | The Town Hall                                      |
| 10 de abril de 2014      | Filadelfia             | Estados Unidos       | Kimmel Center For Performing Arts                  |
| 12 de abril de 2014      | Boston                 | Estados Unidos       | Berklee Performance Center                         |
| 24 de abril de 2014      | México D.F.            | México               | Lunario del Auditorio Nacional                     |
| 26 de abril de 2014      | Aguascalientes         | México               | Foro del Lago                                      |
| América del Sur          |                        |                      |                                                    |
| 8 de mayo de 2014        | Buenos Aires           | Argentina            | Teatro Gran Rex                                    |
| 10 de mayo de 2014       | Rosario                | Argentina            | Teatro El Círculo                                  |
| 11 de mayo de 2014       | Ciudad de Córdoba      | Argentina            | Espacio Quality                                    |
| 13 de mayo de 2014       | Santiago de Chile      | Chile                | Teatro Nescafé de las Artes                        |
| 16 de mayo de 2014       | Montevideo             | Uruguay              | Teatro El Galpón                                   |
| Europa                   |                        |                      |                                                    |
| 6 de junio de 2014       | Santa Cruz de Tenerife | España               | Magma Arte & Congresos                             |
| 7 de junio de 2014       | Santa Cruz de Tenerife | España               | Magma Arte & Congresos                             |
| 10 de junio de 2014      | Mersin                 | Turquía              | Yenişehir belediyesi kültür merkezi Mersin, Turkey |
| 14 de junio de 2014      | Barcelona              | España               | Jardins Palau Reial Pedralbes                      |
| Latinoamérica            |                        |                      |                                                    |
| 19 de junio de 2014      | Bogotá                 | Colombia             | Teatro Jorge Eliécer Gaitán                        |
| Norteamérica             |                        |                      |                                                    |
| 22 de junio de 2014      | Nueva York             | Estados Unidos       | Central Park                                       |
| 25 de junio de 2014      | Toronto                | Canadá               | Toronto Jazz Festival                              |
| 27 de junio de 2014      | Ottawa                 | Canadá               | Dominion-Chalmers United Church                    |
| 29 de junio de 2014      | Montreal               | Canadá               | Théâtre Maisonneuve                                |
| Europa                   |                        |                      |                                                    |
| 2 de julio de 2014       | Viena                  | Austria              | Ópera Estatal de Viena                             |
| 6 de julio de 2014       | Montreux               | Suiza                | Montreux Jazz Club                                 |
| 7 de julio de 2014       | Lyon                   | Francia              | Theatres Romains De Fourviere                      |
| 10 de julio de 2014      | Copenhague             | Dinamarca            | DR Koncerthuset                                    |
| 13 de julio de 2014      | Róterdam               | Países Bajos         | North Sea Jazz, Congo Stage                        |
| 15 de julio de 2014      | Estambul               | Turquía              | Harbiye Cemil Topuzlu Açık Hava Sahnesí            |
| 18 de julio de 2014      | Sallent de Gállego     | España               | Auditorio Natural Lanuza                           |
| 27 de julio de 2014      | Ludwigsburg            | Alemania             | Forum am Schlosspark                               |
| 30 de julio de 2014      | Brujas                 | Bélgica              | Gruuthuse                                          |
| África                   |                        |                      |                                                    |
| 13 de sept- 2014         | Tánger                 | Marruecos            | Scène BMCI Palais                                  |
| América del Sur          |                        |                      |                                                    |
| 25 de sept. 2014         | Río de Janeiro         | Brasil               | Viva Rio                                           |
| 27 de sept. 2014         | São Paulo              | Brasil               | HSBC Brasil                                        |
| América del Norte        |                        |                      |                                                    |
| 1 de oct. de 2014        | Ciudad Victoria        | México               | Teatro Amalia G.                                   |
| 3 de oct. de 2014        | Nuevo Laredo           | México               | Centro Cultural                                    |
| 5 de oct. de 2014        | Xalapa-Enríquez        | México               |                                                    |
| 11 de oct. de 2014       | Tijuana                | México               | Centro Cultural Tijuana                            |
| 13 de oct. de 2014       | Saltillo               | México               | Plaza de Armas                                     |
| 17 de oct. de 2014       | San Juan               | Puerto Rico          | Festival de la Palabra                             |
| Europa                   |                        |                      |                                                    |
| 23 de oct. de 2014       | Fosnavåg               | Noruega              | Fosnavåg Konserthus                                |
| 24 de oct. de 2014       | Fosnavåg               | Noruega              | Fosnavåg Konserthus                                |
| 25 de oct. de 2014       | Essen                  | Alemania             | Philharmonie Essen, Alfried Krupp Saal             |
| 27 de oct. de 2014       | Liubliana              | Eslovenia            | Cankarjev Dom, Gallusova dvorana                   |
| 29 de oct. de 2014       | Oslo                   | Noruega              | Rockefeller                                        |
| 4 de nov. de 2014        | Utrecht                | Países Bajos         | Tivolivredenburg                                   |
| 5 de nov. de 2014        | Bruselas               | Bélgica              | Palais des Beaux-Arts                              |
| 7 de nov. de 2014        | Aarhus                 | Dinamarca            | Musikhuset Aarhus                                  |
| 9 de nov. de 2014        | Lisboa                 | Portugal             | Centro Cultural de Belém                           |
| 10 de nov. de 2014       | Oporto                 | Portugal             | Casa da Música                                     |
| América del Norte        |                        |                      |                                                    |
| 14 de nov. de 2014       | San Luis Potosí        | México               | Cineteca Alameda del Centro Histórico              |
| 20 de nov. de 2014       | Miami                  | Estados Unidos       | Miami Book Fair                                    |
| 5 de diciembre de 2014   | Fort-de-France         | Martinica            | L'Atrium Martinique                                |